# Солонин, Василий Степанович
Василий Степанович Солонин (25 декабря 1914 года — 4 декабря 1980 года) — главный инженер Зилаирского совхоза Баймакского района Башкирской АССР. Герой Социалистического Труда.

## Биография
Родился 25 декабря 1914 года в с. Новомихайловка (ныне — Кувандыкский район Оренбургской области).
Образование — среднее специальное, в 1956 г. окончил Троицкий сельскохозяйственный техникум.
Трудовую деятельность начал в 1931 г. учеником тракториста Зилаирского совхоза Баймакского района Башкирской АССР. С 1932 г. трудился в этом хозяйстве трактористом-комбайнером, комбайнером. Освоив специальность механизатора, одним из первых в республике выступил инициатором социалистического соревнования за высокопроизводительное использование техники.
В 1944 г., работая трактористом-комбайнером зерносовхоза, В. С. Солонин добился самых высоких показателей по намолоту — сдал государству 17 тысяч центнеров хлеба, при этом сэкономил 1680 килограммов горюче-смазочных материалов. В засушливый 1946 г. с площади 1668 гектаров намолотил 13 тысяч 337 центнеров зерна, сэкономил 2700 килограммов горюче-смазочных материалов, в 1947 г. на сцепке двух комбайнов «Сталинец» с площади 1400 гектаров намолотил более 15 тысяч центнеров хлеба. В этом же году и в последующие годы звено В. С. Солонина довело урожайность зерна на отдельных участках закреплённых площадей до 28-30 центнеров.
За получение урожая пшеницы по 33,8 центнера с гектара на площади 26 гектаров Указом Президиума Верховного Совета СССР от 29 апреля 1948 г. В. С. Солонину присвоено звание Героя Социалистического Труда.
В 1949 г. учился на курсах при Челябинском институте механизации сельского хозяйства, после окончания учёбы до 1953 г. работал в Зилаирском совхозе механиком, заведующим мастерскими. В 1956 г. был направлен на работу главным инженером Шемякского совхоза Уфимского района. В 1957—1972 гг. трудился главным инженером в Зилаирском совхозе Баймакского района.
Депутат Верховного Совета РСФСР второго созыва (1947—1951).
Солонин Василий Степанович умер 4 декабря 1980 года. Похоронен на кладбище центральной усадьбы Зилаирского совхоза, Баймакский район.

## Награды
- Герой Социалистического Труда (1948)
- Награждён орденами Ленина (1944, 1948), Трудового Красного Знамени (1967), медалями.